# Seznam předsedů ODS
Toto je seznam předsedů Občanské demokratické strany. V čele strany dosud stáli čtyři muži a všichni se stali předsedou vlády České republiky.

## Seznam předsedů
| Pořadí                                                                   | Foto                                | Jméno           | Vstup do funkce   | Odchod z funkce   | Doba ve funkci   | Popis |
| ------------------------------------------------------------------------ | ----------------------------------- | --------------- | ----------------- | ----------------- | ---------------- | --- |
| 1.                                                                       | Václav Klaus, 1. předseda strany    | Václav Klaus    | 21. dubna 1991    | 15. prosince 2002 | 11 let a 238 dní | Ekonom, 1. předseda Občanského fóra, 1. předseda ODS, 2. prezident České republiky, 1. předseda vlády České republiky, 7. předseda vlády České republiky v rámci federativního Československa, ministr financí ČSSR a ČSFR, 3. předseda Poslanecké sněmovny Parlamentu České republiky, bývalý poslanec Poslanecké sněmovny Parlamentu České republiky, bývalý poslanec Sněmovny Lidu Federálního shromáždění ČSRF, bývalý poslanec České národní rady. |
| 2.                                                                       | Mirek Topolánek, 2. předseda strany | Mirek Topolánek | 15. prosince 2002 | 13. dubna 2010    | 7 let a 119 dní  | Projektant, 2. předseda ODS, 7. předseda vlády České republiky, bývalý místopředseda Senátu České republiky, 2. předseda Senátorského klubu ODS, bývalý poslanec Poslanecké sněmovny Parlamentu České republiky, 1. senátor Senátu České republiky za obvod č. 70 - Ostrava-město, bývalý zastupitel městského obvodu Ostrava-Poruba, bývalý předseda Rady Evropské unie.                                                                               |
| 3.                                                                       | Petr Nečas, 3. předseda strany      | Petr Nečas      | 20. června 2010   | 17. června 2013   | 2 roky a 362 dní | Fyzik, 3. předseda ODS, 9. předseda vlády České republiky, místopředseda první a druhé vlády Mirka Topolánka, 5. ministr práce a sociálních věcí České republiky, 14. ministr obrany České republiky, bývalý 1. místopředseda ODS, bývalý místopředseda ODS, bývalý poslanec Poslanecké sněmovny Parlamentu České republiky, bývalý poslanec České národní rady.                                                                                        |
| Od 17. června 2013 do 18. ledna 2014 pověřen řízením strany Martin Kuba. |                                     |                 |                   |                   |                  | |
| 4.                                                                       | Petr Fiala, 4. předseda strany      | Petr Fiala      | 18. ledna 2014    | úřadující         | 11 let a 151 dní | Politolog, 4. předseda ODS, 13. předseda vlády České republiky, 13. ministr školství, mládeže a tělovýchovy České republiky, bývalý místopředseda Poslanecké sněmovny Parlamentu České republiky, poslanec Poslanecké sněmovny Parlamentu České republiky, 7. předseda České konference rektorů, 32. rektor Masarykovy univerzity, bývalý prorektor Masarykovy univerzity, bývalý člen rady Ústavu pro studium totalitních režimů.                      |